# Crown Royal
Crown Royal é o sétimo e último álbum de estúdio do grupo de hip-hop Run-D.M.C.. Foi lançado 18 meses antes do assassinato de Jam-Master Jay em 3 de Abril de 2001, um dos fundadores do grupo. Todas as músicas, exceto a faixa título tem participações, incluindo Fred Durst, Stephan Jenkins e Sugar Ray, Everlast, Kid Rock, Nas, Prodigy, e Method Man.

## Faixas
1. "It's Over" (com Jermaine Dupri) – 3:40
2. "Queens Day" (com Nas & Prodigy do Mobb Deep) – 4:18
3. "Crown Royal" – 3:13
4. "Them Girls" (com Fred Durst) – 3:33
5. "The School of Old" (com Kid Rock) – 3:20
6. "Take the Money and Run" (com Everlast) – 3:48
7. "Rock Show" (com Stephan Jenkins do Third Eye Blind) – 3:14
8. "Here We Go 2001" (com Sugar Ray) – 3:21
9. "Ahhh" (com Chris Davis) – 4:21
10. "Let's Stay Together (Together Forever)" (com Jagged Edge) – 3:19
11. "Ay Papi" (com Fat Joe) – 3:16
12. "Simmons Incorporated" (com Method Man) – 4:26

DMC aparece em apenas três faixas.
"Take the Money and Run" é uma cover de uma canção de 1976 do álbum de Steve Miller Band: Fly Like an Eagle.

## Singles
- "Let's Stay Together (Together Forever)"
- "Rock Show"

## Recepção
| Críticas profissionais | Críticas profissionais |
| Avaliações da crítica  | Avaliações da crítica  |
| Fonte                  | Avaliação              |
| ---------------------- | ---------------------- |
| allmusic               | [ 1 ]                  |
| HipHopDX.com           | [ 2 ]                  |
| NME                    | [ 3 ]                  |
| Rolling Stone          | [ 4 ]                  |

Crown Royal foi recebido com pouca expectativa pela crítica, sendo considerado um fracasso comercial.